# 今はまだ人生を語らず
『今はまだ人生を語らず』（いまはまだじんせいをかたらず）は、1974年12月10日に吉田拓郎（当時はよしだたくろう）がリリースしたオリジナル・アルバムである。完成度の高さから拓郎の最高傑作アルバムという評価もある。

## 背景
アルバムタイトルは、収録曲である「人生を語らず」の歌詞に由来し、森進一に提供した「襟裳岬」をはじめ、猫に提供した「戻ってきた恋人」、かまやつひろしとデュエットした「シンシア」などが収録されている。
アルバムリリースは1974年末で、翌1975年にはツアーを行っていない。そのためアルバムリリースに合わせてライブツアーを行うという従来のパターンからは外れている。一方で、1975年夏の「吉田拓郎・かぐや姫 コンサート インつま恋」ではこのアルバムからの全12曲が演奏されている。

## 音楽性

### ペニーレインでバーボン
歌詞は政治色の強い内容となっており、バーボンを燃料にして酩酊感と諦観を抱えながら宵闇に向かって吠え続ける男のやるせない独白劇となってる。息継ぎすることすら忘れたかのような歌唱にはまごうことなき"ロックスピリッツ"が宿り、抗い難い魅力を放つ。"フォークの旗手"と称され、期せずして先頭のポジションに就かざるを得なかった"シンガーソングライター吉田拓郎"の心情を克明にドキュメントした本作を象徴する1曲といえる。
ペニーレインは、1974年に拓郎と後藤豊（後藤由多加）で作った音楽事務所「ユイ音楽工房」が経営する原宿のジャズ喫茶。店名はビートルズの楽曲「ペニー・レイン」からの命名。当時拓郎はバーボンに凝っており、拓郎が「ペニーレインでバーボン」と唄ったことで一躍脚光を浴び、"フォークの聖地"、"1970年代原宿の象徴"などといわれた。フォーク、ニューミュージック系のミュージシャンやファッション関係者などの業界人が集い修学旅行のコースにもなった。開店当時は原宿はまだ街としては初々しく静かな街だったが、流行の発信地としての原宿に貢献したお店の一つであった。
ペニーレインをさらに有名にしたのが1975年6月から9月まで放送されたTBSのテレビドラマ『あこがれ共同隊』だった。日本テレビ『太陽にほえろ!』の裏番組だったこともあって視聴率は振るわなかったが、当時人気絶頂だった郷ひろみ・西城秀樹・桜田淳子トップアイドルを起用したことから、それぞれのファンは『太陽にほえろ!』ではなく、『あこがれ共同隊』を夢中に観た。このドラマも舞台を原宿にしており、ペニーレインも毎回のように実名で登場した。同ドラマは再放送が一度もなく、ソフト化も一度もないとされるため、映像の照合はできないが、2025年4月3日にBS12 トゥエルビで放送された『船越英一郎の昭和再生ファクトリー』「生誕70周年・西城秀樹の人物像再生 前編」で、『あこがれ共同隊』にペニーレインのマスター役として出演し、主題歌「風の街」も歌った山田パンダが、ペニーレインでドラマを撮影したと話した。1990年に閉店したが、2006年に復活し、2025年現在も営業している（当時のペニーレインは隣りの餃子屋の場所で、外観は一部当時のまま残る）。
2014年、拓郎ファンの重松清が初めて舞台の原作となる「あの頃僕らはペニーレインで」を書き下ろし、朗読劇として5月上演される。
拓郎は1984年のアルバム『FOREVER YOUNG』で、アンサーソングである「ペニーレインは行かない」という曲を発表している。
みうらじゅんは「拓郎さんが『今はまだ人生を語らず』と言っている頃、ユーミンはアルバム・タイトルに『コバルトアワー』と付けた。時代が移り変わってゆく何かを、僕らは拓郎さんに少し遅れて感じていたに違いない。1960年代後半から僕たちの青春のテーマ"気まま"や"おいら""旅""人生"はすべて拓郎さんが作り上げたイメージの詩。荒井由実さんが新しく投げかけた『コバルトアワー』やシングル・ヒットした『翳りゆく部屋』とは世界観が全く異なってしまいました。山手のお嬢さん的に歌うそれは、"わしらのフォーク村"とはかけ離れていた。でも拓郎さんは『今はまだ人生を語らず』と語ってくれたんです。僕にとって、いや初期からファンだった者すべての最後の拠り所がこのアルバムだったのではないでしょうか。ニューミュージックというジャンルが台頭し始め、オシャレな歌が街中にはびこったが、不思議と拓郎さんはニューミュージックとは感じなかった。ジャンルはやはり"拓郎節"だったからです。時代を先取りしていく才に長けた拓郎さんのことだから、次を見据えてこのアルバムを作ったのだと今は感じる。『襟裳岬』なんてその代表的な作品ではないでしょうか。僕は拓郎さんではなく自分に成らなきゃならない時を遂に迎えたのです。上京してまず原宿ペニーレインに行って、当然バーボンを頼んだ（笑）。更に僕は拓郎さんの後追いでアパートも聖地"高円寺"に移りました。この『今はまだ人生を語らず』までが本当に熱かった第一期からの拓郎ファンの季節だったのではないでしょうか」等と論じている。

## 再発売
1986年にCD化され、1990年にはCD選書で再発売されたが、「ペニーレインでバーボン」の歌詞に「つんぼ桟敷」という部分的に差別用語とも受け取れる言葉が含まれていることから、いずれも生産が中止された。
2006年に行われた『吉田拓郎 & かぐや姫 Concert in つま恋 2006』では、該当部分を「蚊帳の外」と歌い換え、この曲が披露された。また、2009年10月7日に完全生産限定で発売されたデビュー40周年記念CD-BOX『Takuro Premium 1971 - 1975』に収納された紙ジャケット盤には「ペニーレインでバーボン」は収録されておらず、タイトルも『今はまだ人生を語らず-1』となっている。
CDの発売中止が続き、実質廃盤状態だったが、2022年12月21日にSony Music Directから「ペニーレインでバーボン」を収録して復刻することが発表。同内容で音楽配信等もスタートし、事実上解禁された（マスタリングが違うため『今はまだ人生を語らず-1』も並行してリリース中）。

## 収録曲
- 全作詞・作曲：吉田拓郎（特記以外）

1. ペニーレインでバーボン
2. 人生を語らず
  - 70年安保で挫折と敗北を経験した若者に対し、威勢よくメッセージを叫ぶよりも「臆病者」という烙印を怖れる必要はない、人生の構築途上にある者は「人生」という言葉で過去を振り返るべきでない、などと歌われる[6]。「考えるより前に走り出すことを信条とする〈見る前に跳べ〉」的積極性が色濃い[4]。天空に噛みつくようなシャウト、パフォーマーとしての際立った個性が発揮された楽曲で、言葉の意味よりも疾走感が生み出すリアリティーを選び取るべき、というメッセージに感応したビートたけしが影響を公言していることでも知られる[4]。代表曲の一つで、拓郎ファンの菅田将暉がプロとして音楽をやることになったのは、同じく拓郎ファンの明石家さんまの番組『さんまのまんま』（フジテレビ系）で本曲の弾き語りを見たレコード会社の担当者に誘われたことがキッカケ[25][26]。
3. 世捨人唄
  - 作詞：岡本おさみ
4. おはよう
  - 作詞：岡本おさみ
5. シンシア
6. 三軒目の店ごと
7. 襟裳岬
  - 作詞：岡本おさみ
8. 知識
9. 暮らし
10. 戻ってきた恋人
  - 作詞：安井かずみ
11. 僕の唄はサヨナラだけ
12. 贈り物

## 参加ミュージシャン
- Vocal：よしだたくろう
- Vocal：かまやつひろし[注釈 5]
- Ac.Guitar, E.Bass, Ac.Piano, E.Guitar, “Blues Harp”,Percussion,Chorus：吉田拓郎
- Ac.Piano, Hammond Organ, E.Piano, Strings Ensemble：松任谷正隆
- E.Guitar：石川鷹彦
- E.Guitar, Chorus, F.Mandolin：常富喜雄
- E.Guitar, Chorus：矢島健
- T.Saxophone：村岡建
- Drums, E.Bass：平野肇
- Drums：村上秀一
- Drums：内山修
- E.Bass：後藤次利, 石山恵三
- Chorus：陣山俊一, 前田仁
- String Part Arrangement：瀬尾一三